# Eliozeta helluo
Eliozeta helluo is een vliegensoort uit de familie van de sluipvliegen (Tachinidae). De wetenschappelijke naam van de soort is voor het eerst geldig gepubliceerd in 1805 door Johann Christian Fabricius.